# Capitanes de Ciudad de México
I Capitanes de Ciudad de México sono una società cestistica di Città del Messico che ha militato nella Liga Nacional de Baloncesto Profesional (LNBP) fino alla stagione 2020. La sede delle gare interne di campionato è il Gimnasio Juan de la Barrera. Dal 2021 militano nel campionato NBA G League.

## Storia

### La nascita
La capitale del Messico era senza una squadra competitiva di pallacanestro da un decennio; nel tentativo di rianimare la passione per il basket a Città del Messico, un gruppo di investitori guidati da Moisés Cosío annuncia la creazione di una nuova squadra. I Capitanes de Ciudad de México diventano così la prima squadra di LNBP non legata economicamente al governo e totalmente basta sugli investimenti privati.
L'idea dei vertici della squadra è quella di prendere giocatori che possano diventare la base della nazionale messicana, insieme a giocatori internazionali con molta più esperienza.

### La prima stagione
L'obiettivo dei Capitanes per la prima stagione era la qualificazione ai playoff, arrivando fino alle semifinali. Il capo allenatore era lo spagnolo Ramón Díaz, il quale era stato precedentemente l'aiuto allenatore della nazionale messicana. Il Gimnasium, l'arena dei Capitanes, è stata migliorata con nuovi spogliatoi ed una nuova superficie di gioco.
La prima partita di preseason si concluse con una sconfitta contro una squadra amatoriale. I Capitanes giocarono la loro prima partita di campionato il 13 ottobre 2017, battendo per 90-87 gli Aguacateros de Michoacán. La stagione proseguì nel migliore dei modi, considerando che era la prima stagione in un campionato professionistico, grazie ad un bottino di 21 vittorie in 30 partite giocate, grazie alle giocate di Pedro Meza, Fernando Bénitez ed Emmanuel Andújar, il quale venne convocato all'All Star Game di inizio dicembre insieme al coach Ramón Díaz.

### NBA G-League
Il 12 dicembre 2019, il commissioner della NBA, Adam Silver, ha annunciato che i Capitanes si uniranno alla NBA G League. Dalla stagione 2020-2021, i Capitanes avrebbero dovuto essere in G-League per cinque stagioni, prima squadra fuori dagli Stati Uniti e dal Canada a poterlo fare. A causa della pandemia di COVID-19 il loro debutto è avvenuto nella stagione 2021-2022.
Il 5 novembre 2021, i Capitanes hanno sconfitto il Memphis Hustle 95–90 nella loro prima partita ufficiale della G League. Durante la loro stagione inaugurale della G League, i Capitanes hanno visto tre dei loro giocatori convocati nelle squadre NBA: Gary Clark ai New Orleans Pelicans, Alfonzo McKinnie ai Chicago Bulls e Matt Mooney ai New York Knicks. Tuttavia, i Capitanes hanno concluso la loro stagione ridotta con un record di 4–8, non riuscendo così a qualificarsi per il torneo Showcase Cup.

## Logo e divisa

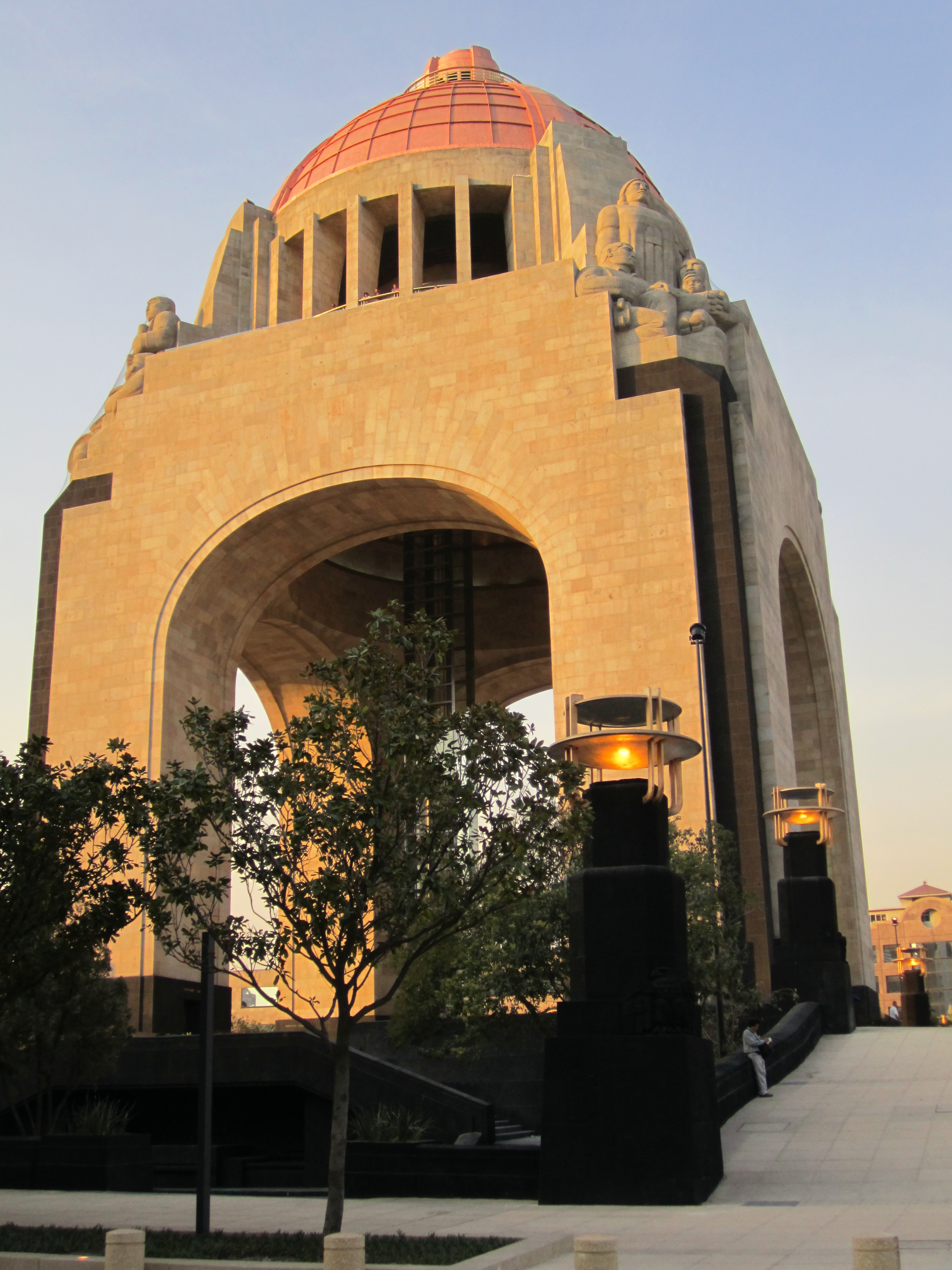
Il Monumento a la Revolución sul quale il logo è basato.

I colori dei Capitanes sono il blu, il giallo ed il grigio. La divisa per le partite casalinghe consiste in una canottiera blu con un contorno giallo ricamato, oltre a delle linee gialle ai lati, mentre la divisa per le gare in trasferta è l'esatto opposto, con il giallo come colore principale ed il blu per i lati.
Il logo della società è un rendering in blu e giallo del Monumento a la Revolución, uno dei punti di riferimento di Città del Messico.

## Roster
| Capitanes de Ciudad de México 2019-2020 | Capitanes de Ciudad de México 2019-2020 |
| Giocatori                               | Staff tecnico                           |
| --------------------------------------- | --------------------------------------- |

| N. | Naz.                                           | Ruolo | Nome                  | Anno | Alt.   | Peso   |  |
| -- | ---------------------------------------------- | ----- | --------------------- | ---- | ------ | ------ |  |
| 2  | Rep. Dominicana (bandiera)                     | G     | Rigoberto Mendoza     | 1992 | 191 cm | 86 kg  |  |
| 7  | Messico (bandiera)                             | G     | Moisés Andriassi      | 2000 | 185 cm | 87 kg  |  |
| 8  | Messico (bandiera)                             | AP    | Antonio Álvarez       | 1999 | 200 cm | 92 kg  |  |
| 11 | Messico (bandiera)                             | P     | Pedro Meza            | 1985 | 187 cm | 83 kg  |  |
| 12 | Messico (bandiera)                             | A     | Héctor Hernández (C)  | 1985 | 205 cm | 85 kg  |  |
| 16 | Messico (bandiera)                             | G     | Raúl Delgado          | 1991 | 188 cm | 88 kg  |  |
| 20 | Stati Uniti (bandiera)                         | AC    | Joel James            | 1994 | 208 cm | 117 kg |  |
| 22 | Stati Uniti (bandiera) · Porto Rico (bandiera) | AP    | Emmanuel Andújar      | 1992 | 198 cm | 93 kg  |  |
| 23 | Panama (bandiera)                              | AP    | Ernesto Oglivie       | 1989 | 199 cm | 93 kg  |  |
| 27 | Messico (bandiera)                             | G     | Daniel Girón          | 1989 | 193 cm | 94 kg  |  |
| 33 | Stati Uniti (bandiera) · Messico (bandiera)    | G     | Orlando Méndez-Valdez | 1986 | 183 cm | 84 kg  |  |

| Allenatore                                                                                              |
| - Ramón Díaz Sánchez                                                                                    |
| Assistente/i                                                                                            |
| - Pedro Carrillo Ballester - Felipe Becerra Legenda - (C) Capitano - (IN) Inattivo - Infortunato Roster |

## Impianto di gioco

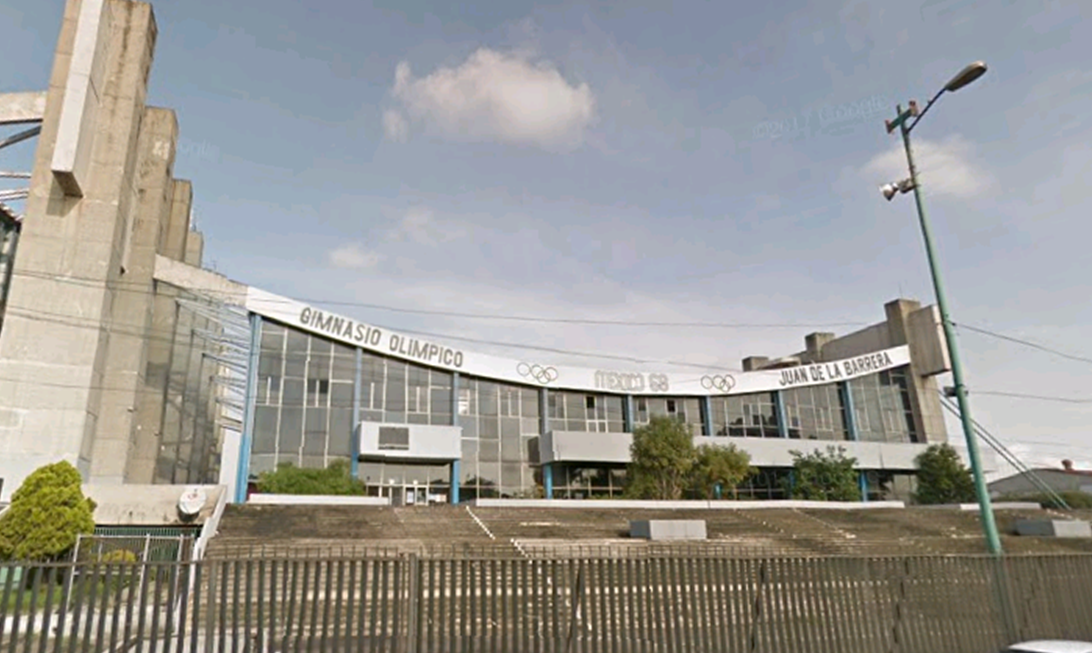
L'impianto di gioco dei Capitanes

Il Juan de la Barrera Olympic Gymnasium è un impianto sportivo di Città del Messico costruito per le gare di pallavolo dei giochi olimpici del 1968. Si trova vicino alla piscina olimpica intitolata a Francisco Márquez, per un'area occupata totale di 11.152 metri quadrati.
L'arena è composta da due livelli per gli spettatori, per una capacità totale di 5.242 posti a sedere.

## Competizioni internazionali
Campioni       Secondo posto       Terzo posto       Quarto posto  
| Anno      | Competizione         | Risultato     | V | S | %     |
| --------- | -------------------- | ------------- | - | - | ----- |
| 2019      | FIBA Americas League | Quarto posto  | 2 | 3 | 0.400 |
| 2019-2020 | BCL Americas         | Fase a gironi | 1 | 3 | 0.250 |
| Totale    | 0 titoli             | –             | 3 | 6 | 0.333 |